# Jizya
Jizya (arabisk: جزية, "skat") er den kopskat, som alle ikke-muslimer ifølge sharia-loven skal betale for at bo i et område, der er under islamisk herredømme. Skatten fungerer som beskyttelsespenge, der giver dhimmier ret til at leve under kalifatets beskyttelse. Islams hurtige udbredelse i de dele af Mellemøsten, som blev erobret af kalifatet, skyldtes efter alt at dømme blandt andet opkrævningen af jizya, der gjorde jøder og kristne.
Opkrævningen af jizya er fastlagt i Koranens sura 9,29:
"Kæmp mod dem, som ikke tror på Allah og ej heller på den yderste dag, og som ikke holder det for forbudt, som Allah og Hans Sendebud har forbudt, og som ikke følger sandhedens religion, indtil de betaler tribut (Jizya) med egen hånd og underkaster sig".[kilde mangler]